# 東努沙登加拉省
東努沙登加拉省是印度尼西亞最南端的省份，位於努沙登加拉群島（小巽他群島）東部，南臨印度洋，北臨弗洛雷斯海，面積47931.54平方公里，2020年人口532.5566萬人。由500多個島嶼組成，其中最大的是松巴島、弗洛雷斯島和帝汶島西部，西鄰西努沙登加拉省，東部是東帝汶的邊境綫，首府古邦。東努沙登加拉與南巴布亞省為印度尼西亞唯二以羅馬天主教為主要宗教的省份。